# James D. Ramage
Pour les articles homonymes, voir Ramage.
James D. « Jig Dog » Ramage, né le 19 juillet 1916 à Waterloo et mort le 21 juillet 2012 à Coronado, est un militaire américain, aviateur naval pendant la Seconde Guerre mondiale, la guerre de Corée, la guerre du Viêt Nam et la guerre froide.
À sa retraite, il atteignit le grade de contre-amiral. Il est enterré au cimetière national de Fort Rosecrans.